# Astragalus cognatus
Astragalus cognatus es una especie de planta del género Astragalus, de la familia de las leguminosas, orden Fabales.
Fue descrita científicamente por C. A. Meyer ex Fischer & C. Meyer.